# Anne Meara
Anne Meara (* 20. September 1929 in New York City; † 23. Mai 2015 ebenda) war eine US-amerikanische Schauspielerin und Komikerin. Sie war Teil des Komikerduos Stiller and Meara an der Seite ihres Mannes Jerry Stiller. In Deutschland wurde sie vornehmlich durch Gastrollen in den Serien Alf, King of Queens und Sex and the City populär.

## Leben
Anne Meara wurde 1929 als Tochter von Mary Dempsey und Edward Joseph Meara im New Yorker Stadtteil Brooklyn geboren. Als sie elf Jahre alt war, beging ihre Mutter Suizid; daraufhin war sie bis Mitte der 1980er Jahre in psychologischer Behandlung. Sie wurde katholisch erzogen, konvertierte jedoch sechs Jahre nach ihrer Hochzeit 1954 mit Jerry Stiller zum Judentum, wobei sie betonte, dass dies kein Wunsch ihres Mannes gewesen sei. In den 1960er und 1970er Jahren wurde sie mit ihrem Mann als Komikerduo Stiller and Meara bekannt. Die Kinder des Paares, Ben Stiller und Amy Stiller, sind ebenfalls als Schauspieler tätig.
Von 1979 bis 1982 spielte sie die Figur Veronica Rooney in der amerikanischen Sitcom Archie Bunker’s Place. Nach den ersten drei Staffeln stieg sie aus der Serie aus. Bevor sie begann, in verschiedenen populären Serien Amerikas gelegentlich Gastrollen zu übernehmen, spielte sie in einigen Filmen mit, beispielsweise 1980 in Fame – Der Weg zum Ruhm oder 1995 in Kiss of Death.
Sie wurde vornehmlich durch Gastrollen in den Serien Alf (als Dorothy Halligan, der Mutter von Kate Tanner), King of Queens (ab Staffel 2 als Veronica Olchin, Mutter von Spence Olchin) und Sex and the City (als Mary Brady, Mutter von Steve Brady) bekannt. Anne Meara starb am 23. Mai 2015 in Manhattan.

## Filmografie (Auswahl)
- 1970: Nie wieder New York (The Out-of-Towners)
- 1970: Liebhaber und andere Fremde (Lovers and Other Strangers)
- 1978: The Boys from Brazil
- 1979: Love Boat (Mami hat keine Zeit für die Liebe)
- 1980: Fame – Der Weg zum Ruhm (Fame)
- 1987: Streetgirls (My Little Girl)
- 1987–1989: Alf (Fernsehserie, sie schrieb zudem 1989 das Drehbuch für die Folge Ungebetene Gäste)
- 1988, 1993: Mord ist ihr Hobby (Murder, She Wrote, Fernsehserie, 2 Folgen)
- 1990: Zeit des Erwachens (Awakenings)
- 1991: Highway zur Hölle (Highway to Hell)
- 1994: Auf der Suche nach Jimmy Hoyt
- 1994: Reality Bites – Voll das Leben (Reality Bites)
- 1995: Pfundskerle (Heavy Weights)
- 1995: Kiss of Death
- 1996: Seitensprung in Manhattan (The Daytrippers)
- 1998: The Thin Pink Line
- 1999–2007: King of Queens (The King of Queens, Fernsehserie, 10 Folgen)
- 2001: Zoolander
- 2002: Like Mike
- 2002–2004: Sex and the City (Fernsehserie)
- 2004, 2012: Law & Order: Special Victims Unit (Fernsehserie, 2 Folgen)
- 2006: Nachts im Museum (Night at the Museum)
- 2014: Planes 2 – Immer im Einsatz (Planes: Fire & Rescue, Stimme von Winnie)